# Ridderorden
En ridderorden (latin: militaris ordo) er et kristent religiøst selskab af riddere. De oprindelige ridderordener var Tempelridderne, Johanniterordenen, Den Hellige Gravs Orden, Santiagoordenen, Calatravaordenen og Den Tyske Orden. De opstod i middelalderen i forbindelse med korstogene - i Det Hellige Land, Baltikum og på den Iberiske halvø - hvor deres medlemmer oprindeligt var dedikeret til at beskytte kristne pilgrimme og senere til at forsvare korsfarerstaterne og erobre ikke-kristne eller endda ikke-katolske områder. De er forløberne for moderne ridderordener.
De fleste medlemmer af ridderordenerne var lægmænd, der aflagde religiøse løfter som fattigdom, kyskhed og lydighed i overensstemmelse med klosterlivets idealer. Ordenerne ejede bygninger kaldet komturer over hele Europa og havde en hierarkisk ledelsesstruktur med en stormester i toppen.
Tempelridderne, den største og mest indflydelsesrige af ridderordenerne, blev opløst i begyndelsen af 1300-tallet, og kun få ordener blev grundlagt og anerkendt efterfølgende. Dog overlevede nogle længere i deres oprindelige funktioner, såsom Malteserordenen og Johanniterordenen - de respektive katolske og protestantiske efterfølgere af Johanniterordenen, sammen med Den Hellige Gravs Orden, som stadig er aktiv under pavens suverænitet. De ridderordener, der overlever i dag, er hovedsageligt blevet til rent æres- eller ceremonielle ordener eller er blevet til velgørende fonde.